# Powers (tecknad serie)
Powers är en procedur-deckarserie av Brian Michael Bendis och Michael Avon Oeming. Första volymen publicerades 2000 av Image Comics. Under 2004 flyttades serien till Marvel Comics. Handlingen utspelar sig i Chicago och handlar om detektiverna Christian Walker och Deena Pilgrim, som undersöker fall gällande människor med övermänskliga förmågor. En TV-serie baserad på Powers visades 2015-2016 på Playstation Network.